# Trond Andersen
Pour les articles homonymes, voir Andersen.
Trond Andersen est un footballeur norvégien né le 6 janvier 1975 à Kristiansund.

## Carrière
- 1990-1994 : Clausenengen FK  Norvège
- 1995-1999 : Molde FK  Norvège
- 1999-2003 : Wimbledon FC  Angleterre
- 2003-2005 : AaB Ålborg  Danemark
- 2005-2008 : Brøndby IF  Danemark[1],[2],[3]

## Équipe nationale
- 38 sélections et 0 but avec la  Norvège entre 1999 et 2005

## Palmarès
Molde FK
- Vice-champion de Norvège en 1995, 1998 et 1999

 Brøndby IF
- Vainqueur de la Coupe de la Ligue danoise (1) : 2006